# کیا کردوس
کیا کردوس (معروف به کیا کلاروس در اروپا) اولین سدان خانوادگی متوسط کیا بود که در سال ۱۹۹۵ در کره جنوبی و در استرالیا در سال ۱۹۹۸ به فروش رفت. کردوس مبتنی بر نسل پنجم مزدا کاپلا است که تحت عنوان مزدا ۶۲۶ نیز فروخته شد.
این خودرو با سه موتور ۱۸۰۰ و ۲۰۰۰ سی‌سی مبتنی بر ساخته‌های روور و مزدا عرضه گشت.

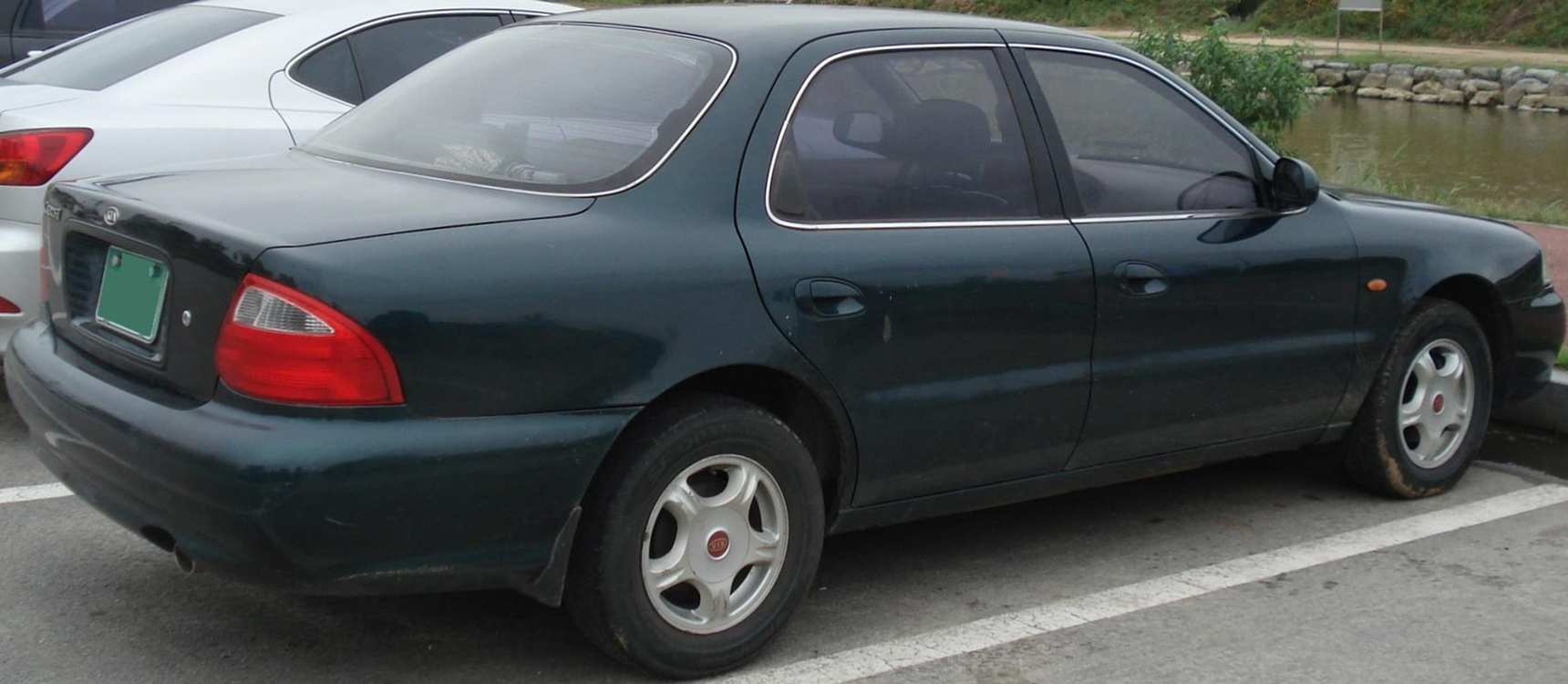
نمای عقب

فضای داخلی خودرو کسل کننده اما جادار و راحت بوده. قیمت مدل پایه SX ۱٫۸ در حدود ۱۱ هزار پوند بود. در حدود ۴۰۰۰ پوند کمتر از معادل فورد موندئو و اپل وکترا. در استرالیا، کردوس در ماه مه ۱۹۹۸ معرفی شد و فقط با موتور ۲ لیتری موجود بود. در مدت اجرای سه ساله مدل، مجموع فروش ۸۳۹ دستگاه بوده است.
کیا کردوس در سپتامبر سال ۲۰۰۰ با اپتیما جایگزین شد که به روابط بازنشانی با مزدا ختم داد. 

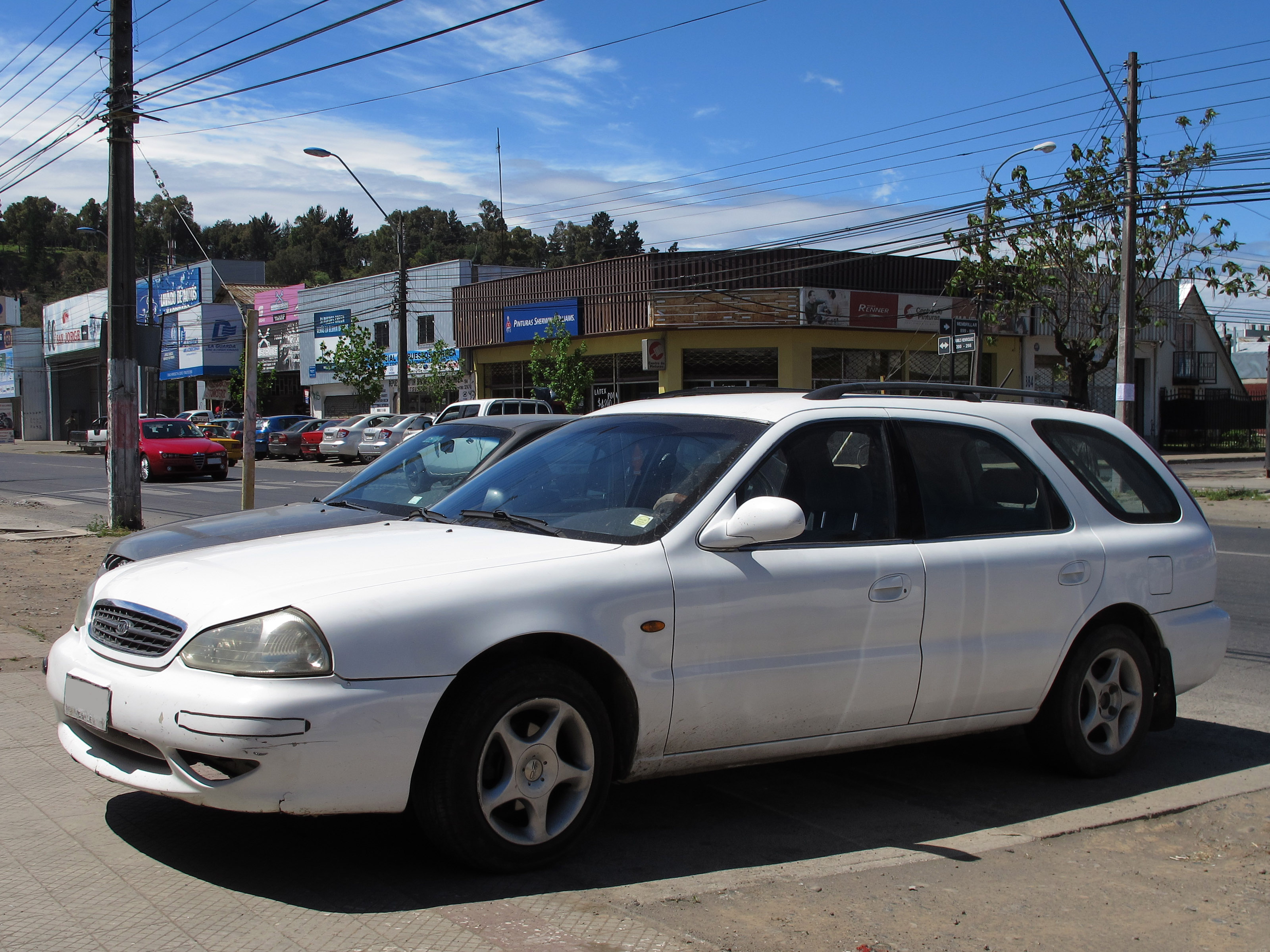
کیا کلاروس استیشن واگن ۲۰۰۲
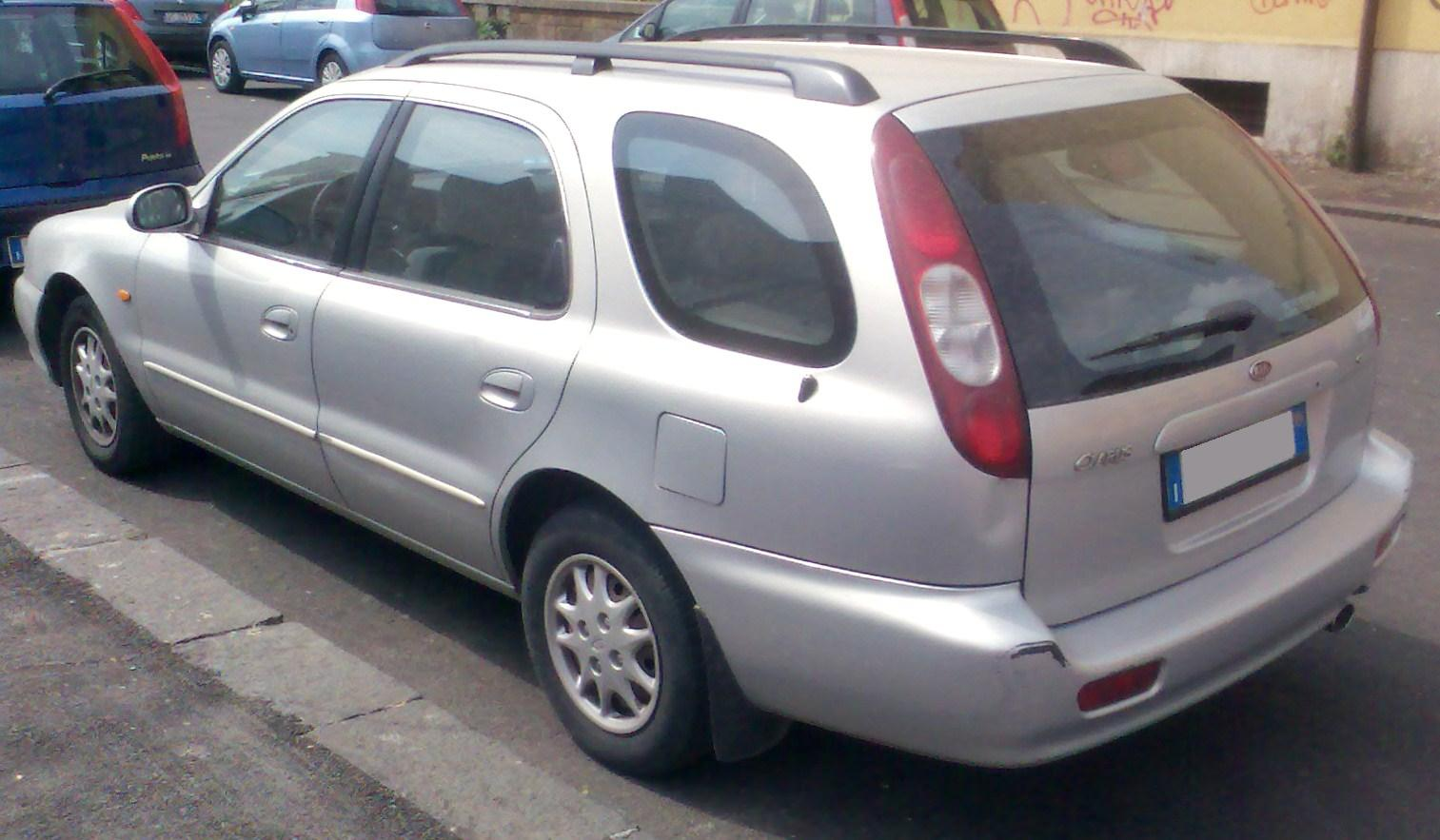
نمای پشتی